# Härlunda församling, Skara stift
Härlunda församling var en församling i Skara stift och i Skara kommun. Församlingen uppgick 2006 i Ardala församling.

## Administrativ historik
Församlingen har medeltida ursprung. Församlingen har även benämnts Björkelunda församling.
Församlingen var till 1548 moderförsamling i pastoratet Härlunda och Bjärka för att därefter till 2002 vara annexförsamling i pastorat med Skara stadsförsamling/Skara församling/Skara domkyrkoförsamling som moderförsamling. Församlingen införlivade 1989 Bjärka församling, ingick mellan 2002 och 2006 i Skara pastorat och uppgick 2006 i Ardala församling.

## Kyrkor
- Från 1781 Bjärklunda kyrka gemensam med Bjärka församling